# Estreito de Tiran

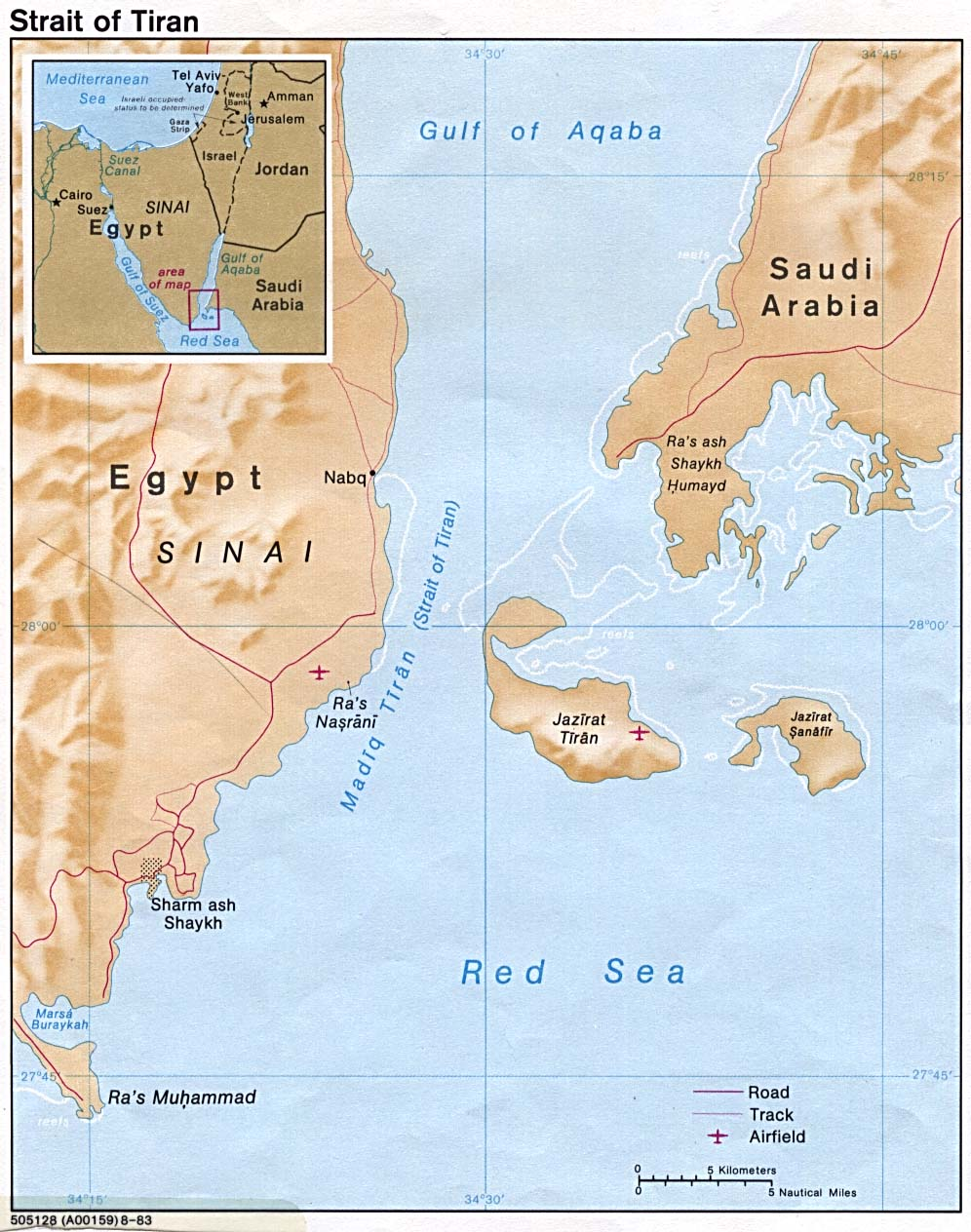
Mapa do estreito de Tiran.

O estreito de Tiran fica entre a Arábia Saudita e o Egito. Banha a parte mais ocidental da Arábia Saudita e o sudeste da península de Sinai (Egito). No estreito, as terras são baixas, mas a alguns quilômetros da costa começam a aparecer grandes montanhas. O estreito é uma das principais vias marítimas entre a Arábia Saudita e o Egito. A largura média do estreito de Tiran é de apenas 10 km.
O estreito de Tiran é a única ligação de Israel com o Mar Vermelho, através do golfo de Aqaba, sendo pois geoestrategicamente muito importante.
Em documentos internacionais, o "Estreito de Tiran" e os "Estreitos de Tiran" são referidos de forma inconsistente. Trata-se de várias passagens formadas pelas ilhas entre os territórios egípcio e saudita. O estreito mais ocidental, entre o Egito e a ilha de Tiran, dominado pela cidade egípcia de Sharm el-Sheikh, tem 5 ou 6 km de largura. Possui duas passagens suficientemente profundas para serem navegáveis por grandes navios. A passagem Enterprise, com 290 metros de profundidade, é adjacente ao lado egípcio, enquanto a passagem Grafton, com 73 metros de profundidade, cercada por baixios, fica a leste, mais perto da ilha de Tiran. A leste de Tiran, do lado da Arábia Saudita, o outro estreito tem recifes e baixios com um único canal de 16 metros de profundidade.